# Aloyse Warhouver
Aloyse Warhouver, né le 26 février 1930 à Hoff (Moselle) et mort le 17 juin 2024 à Walscheid,, est un enseignant et homme politique français.

## Détail des fonctions et des mandats
- Mandats locaux :
  - 30 septembre 1973 - 22 mars 1998 : conseiller général de la Moselle (canton de Sarrebourg)
  - 6 mars 1983 - 11 mars 2001 : maire de Xouaxange
  - 1982 : conseiller régional de Lorraine
- Mandats parlementaires :
  - 12 juin 1988 - 1er avril 1993 : député de la 4e circonscription de la Moselle
  - 28 mars 1993 - 21 avril 1997 : député de la 4e circonscription de la Moselle
  - 1er juin 1997 - 18 juin 2002 : député de la 4e circonscription de la Moselle